# Deiscência (botânica)

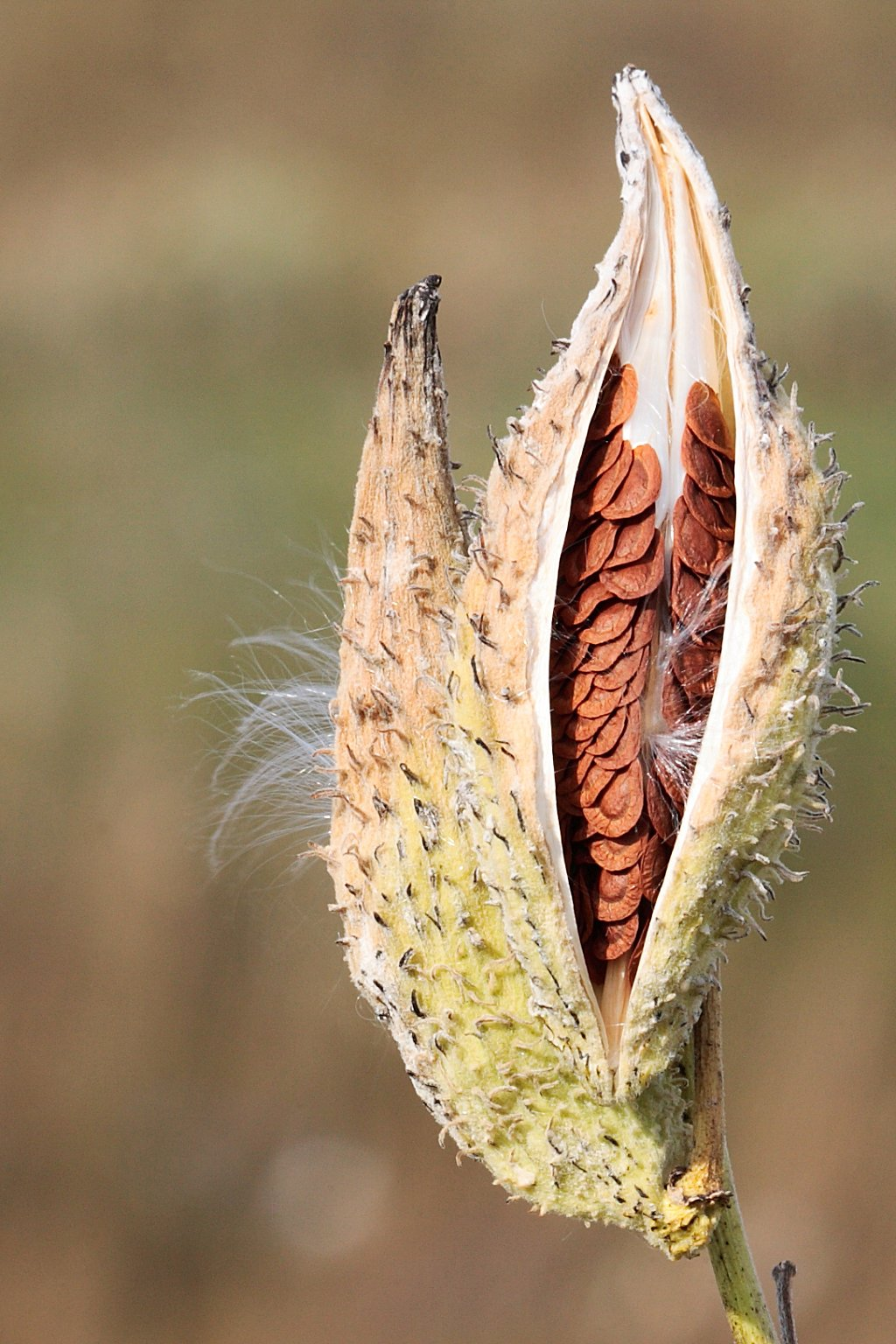
Deiscência folicular do fruto de Asclepias syriaca revelando as sementes no seu interior.

Deiscência é a designação dada em botânica à abertura natural de órgãos ou estruturas reprodutivas (por exemplo, de frutos, anteras ou esporângios) quando atingem a maturação. A abertura ocorre ao longo de uma linha de fraqueza interna e visa libertar para o ambiente o conteúdo (geralmente sementes, pólen ou esporos). A deiscência é comum nos frutos, anteras e esporângios, envolvendo geralmente o desprendimento completo de uma parte da estrutura. As estruturas reprodutivas que se abrem dessa maneira são ditas deiscentes, enquanto aquelas que não se abrem naturalmente são  consideradas indeiscentes e dependem de outros mecanismos, como a decomposição ou a predação, para libertar o conteúdo. Um processo semelhante à deiscência ocorre na antese de alguns botões florais (por exemplo, em Platycodon e Fuchsia), mas isso raramente é referido como deiscência, a menos que ocorra abscisão circum-séssil. A deiscência pode ou não envolver a perda de uma estrutura pelo processo de abscisão, sendo nesse caso as estruturas perdidas designadas por caducas.

## Descrição
A abertura do órgão ou estrutura reprodutiva que origina a deiscência, embora tenha sempre em comum a existência de linhas de fraqueza interna que conduzem à rotura, pode ocorrer com recurso a mecanismos muito distintos e por consequência assumir uma grande diversidade morfológica e funcional. O mecanismo pode ser meramente passivo, levando à abertura da estrutura e permitindo que o conteúdo caia por ação da gravidade ou seja arrastado pelo vento ou pela água da chuva ou orvalho, mas também pode ser do tipo explosivo, permitindo a projeção ativa do conteúdo com recurso a diversos mecanismos de propulsão. Dada a diversidade de tipos e mecanismos, e a existência de formas intermédias que dificultam o agrupamento, a deiscência é manifestamente difícil de classificar.

### Deiscência em frutos
Existem muitos tipos distintos de deiscência de frutos, que envolvem diferentes tipos de estruturas. Alguns frutos são indeiscentes e não se abrem para dispersar as sementes. Designa-se por «xerocasia» a deiscência que ocorre ao secar, e por «higrocasia» a deiscência que ocorre por efeito da prsença de humidade ou de água, especialmente quando o fruto é higroscópico.
Os frutos deiscentes que são derivados de um carpelo são folículos ou vagens, e aqueles derivados de múltiplos carpelos são cápsulas ou síliquas.
Um exemplo de fruto deiscente é a síliqua. Este fruto desenvolve-se a partir de um gineceu composto por dois carpelos fundidos, que, após a fertilização, crescem para formar uma síliqua que contém as sementes em desenvolvimento. Após a maturação das sementes, ocorre a deiscência e as válvulas soltam-se do septo central, libertando as sementes. O processo de libertação das sementes também é conhecido como «debulha» ou «estilhaçamento» e pode ser importante como mecanismo de dispersão mecânica de sementes. Esse processo é semelhante à deiscência da antera e a região que rompe (zona de deiscência) percorre toda a extensão do fruto entre as valvas (as paredes externas do ovário) e o replum ( os septos persistentes do ovário). Na maturidade, a zona de deiscência é efetivamente uma camada não lignificada entre duas regiões de células lignificadas na valva e no replum. O estilhaçamento ocorre devido à combinação do afrouxamento da parede celular na zona de deiscência com as tensões estabelecidas pelas propriedades mecânicas diferenciais das células ao secarem.

Diversidade de formas de deiscência
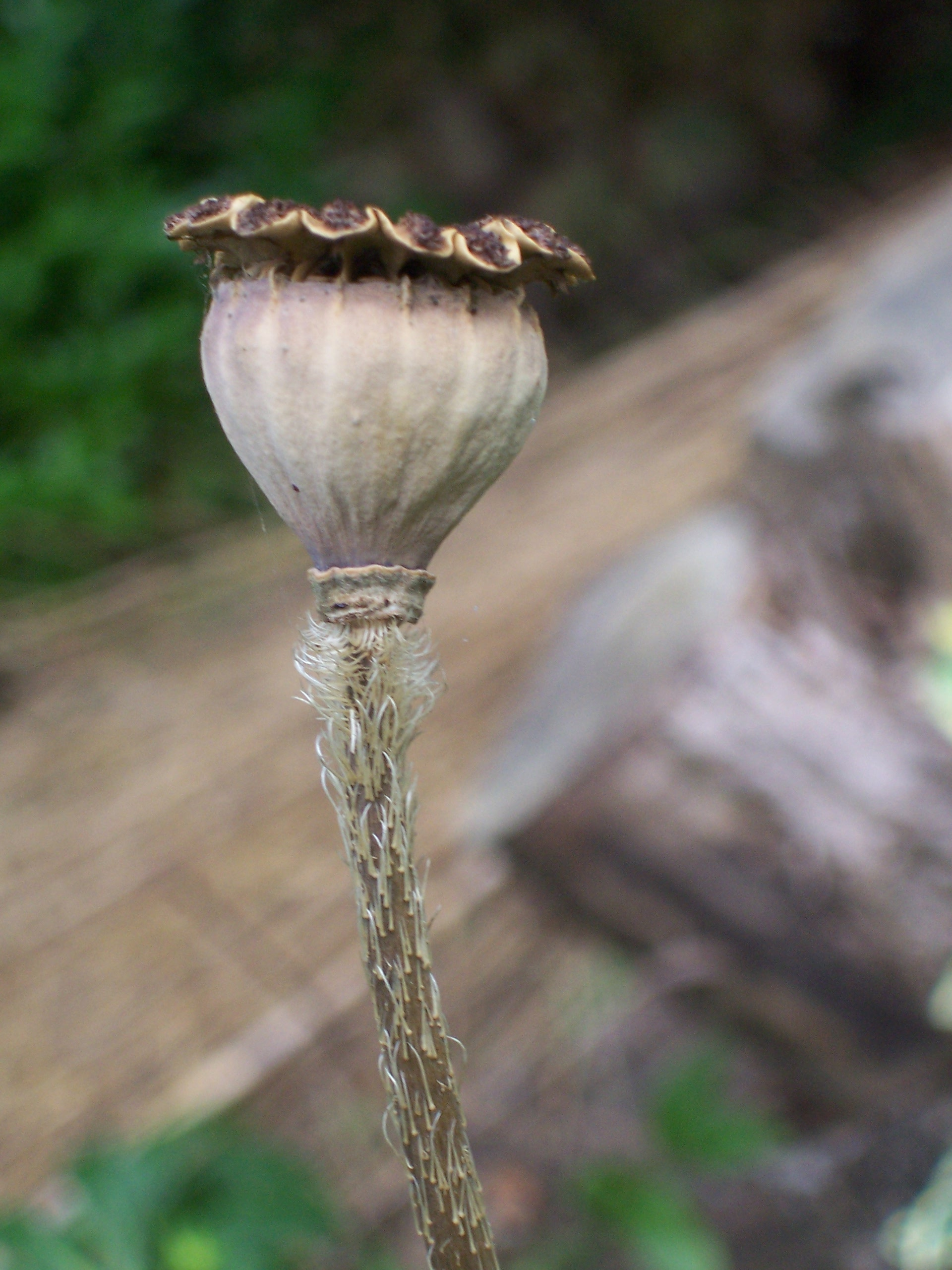
Fruto de uma papoila com deiscência poricida (as sementes são libetadas por poros localizados imediatamente abaixo da coroa).
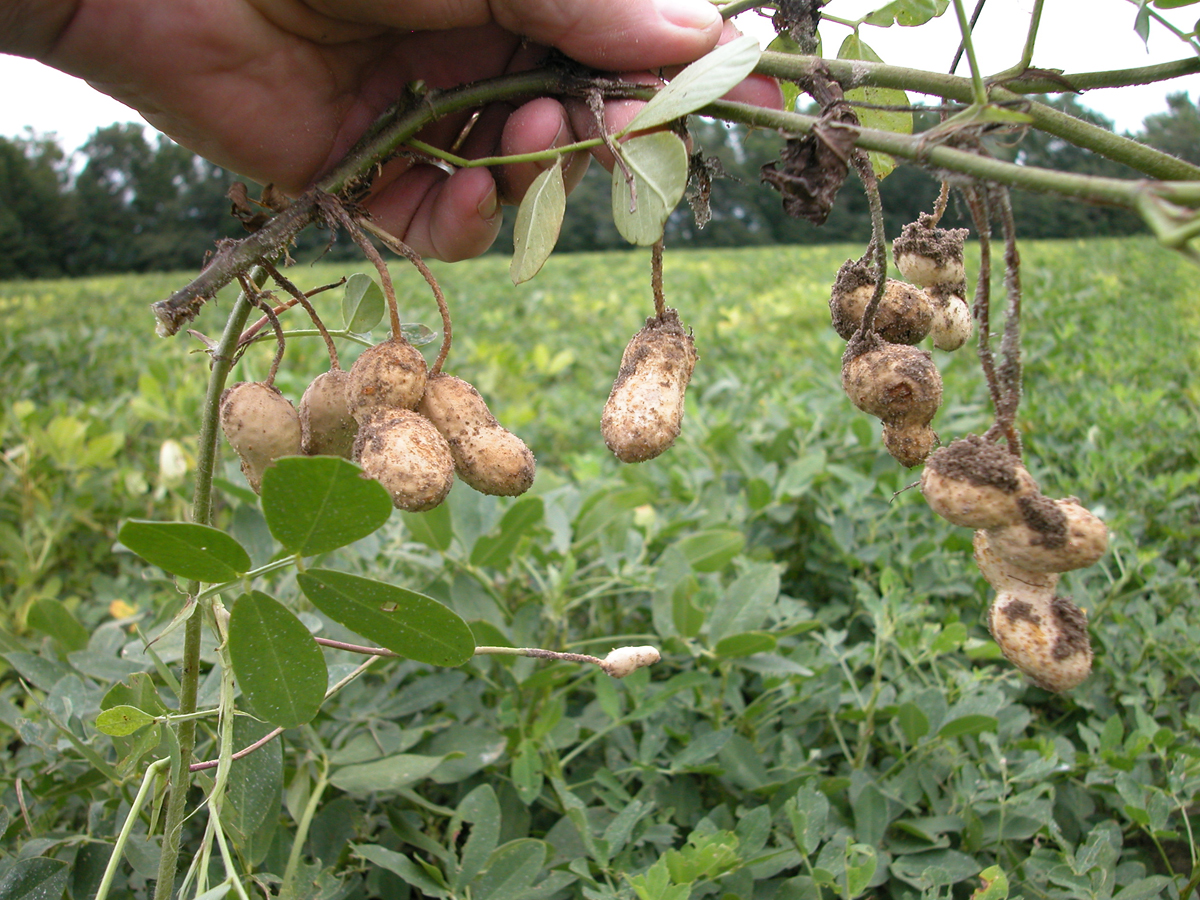
Amendoim: um fruto indeiscente em vagem subterrânea.
Fruto de Thlaspi arvense, uma síliqua deiscente.
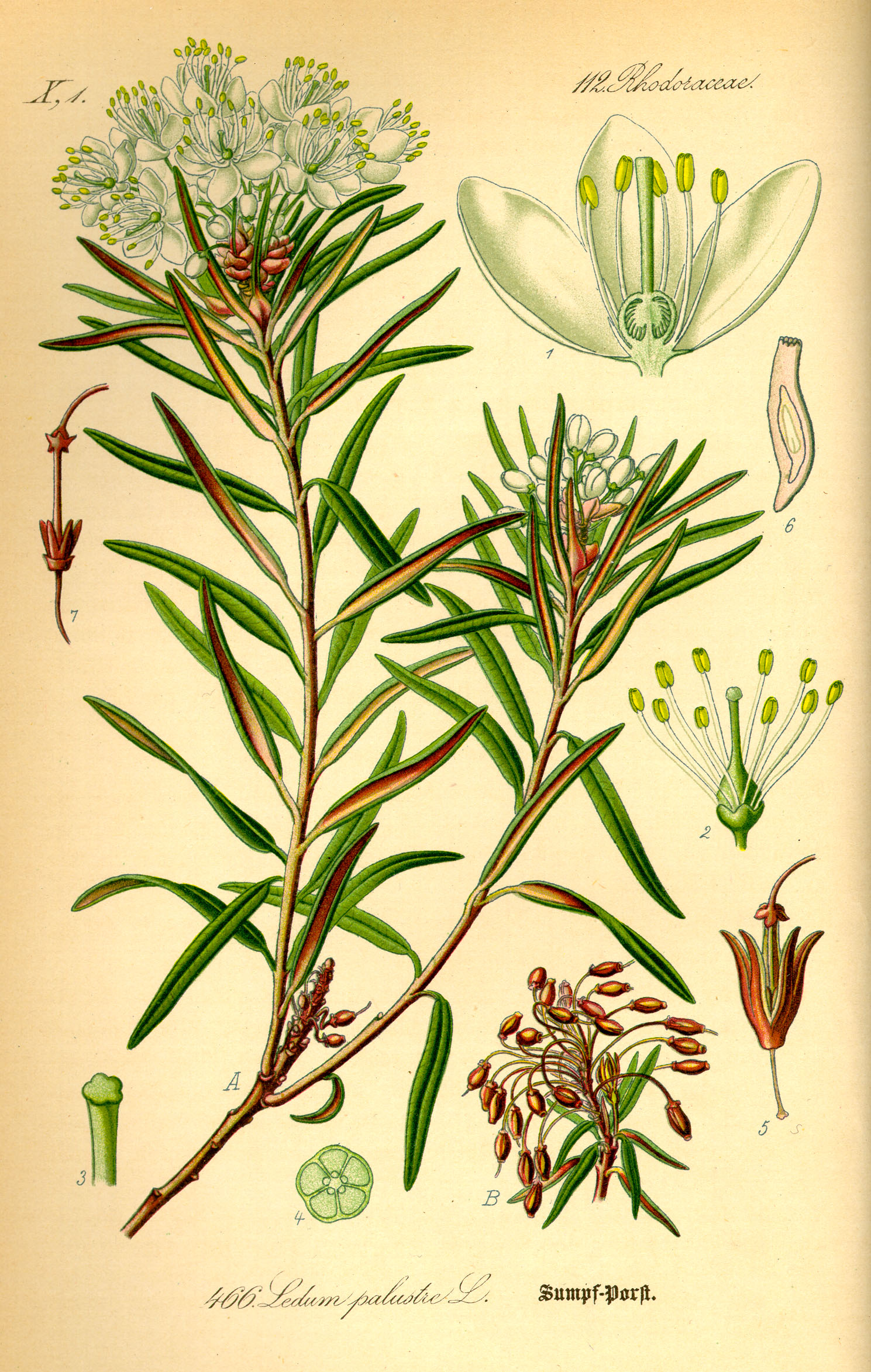
Cápsulas de Rhododendron com deiscência septicida (o fruto abre pelos septos entre os carpelos).
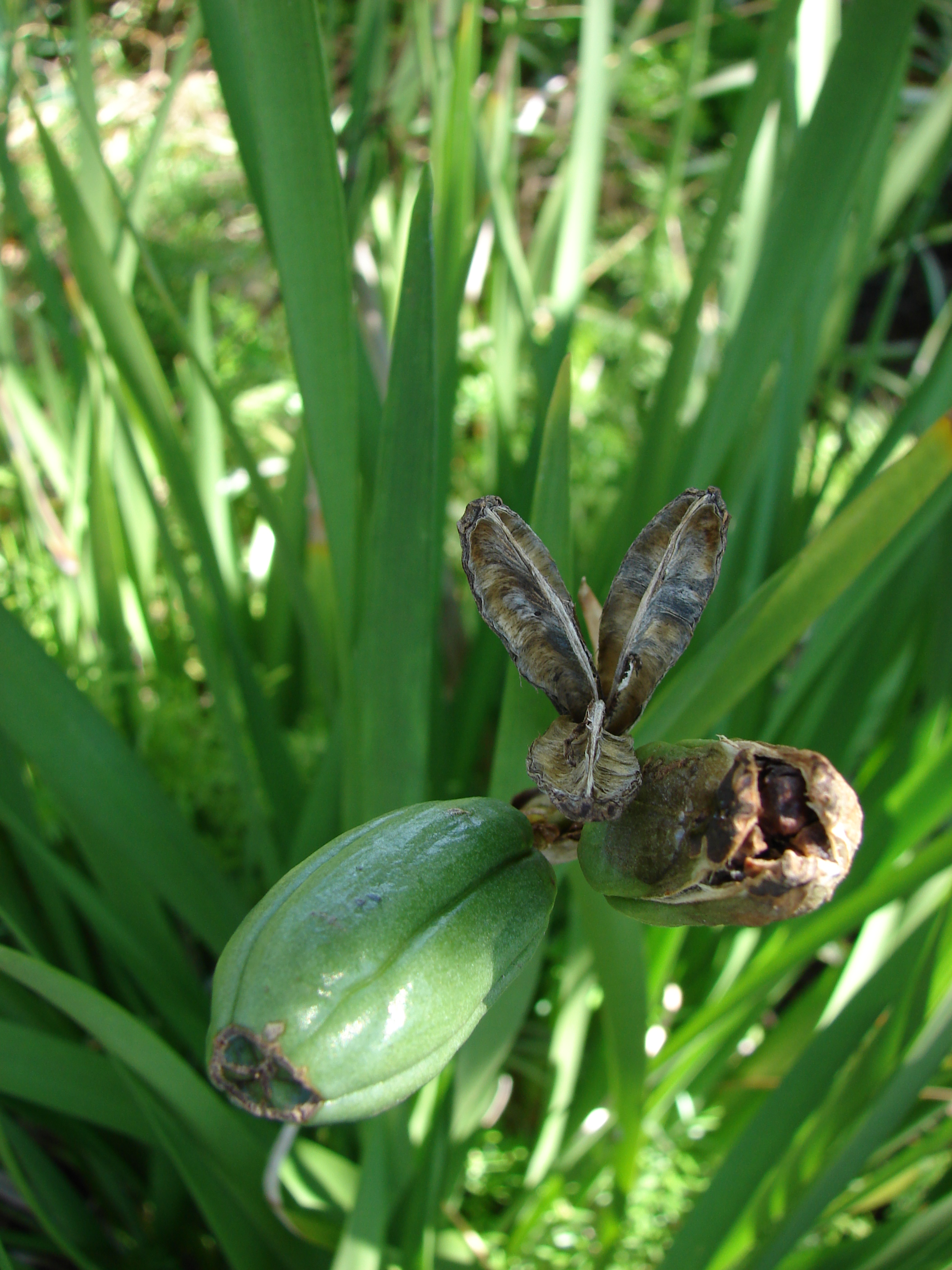
Cápsulas de uma Iridaceae com deiscência loculicida (o fruto abre pela aparede do ovários de cada carpelo, permitindo a saída das sememntes diretamente do lóculo).
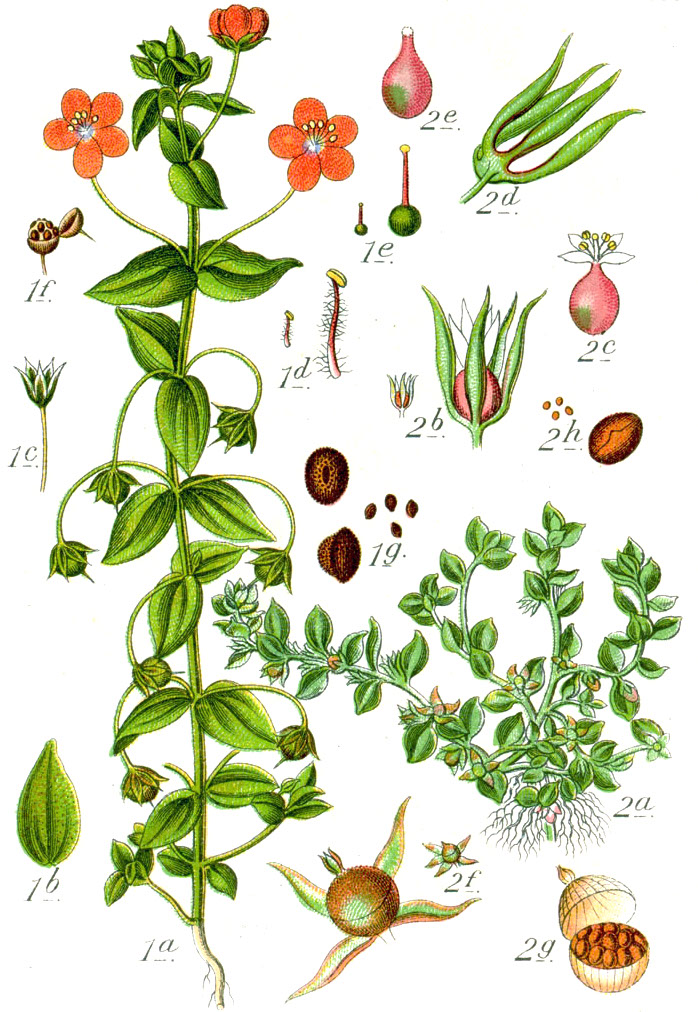
Fruro de Anagallis com abertura circum-séssil (uma porção circular em forma de tampa separa-se do resto da estrutura ao longo de zona circular horizontal).
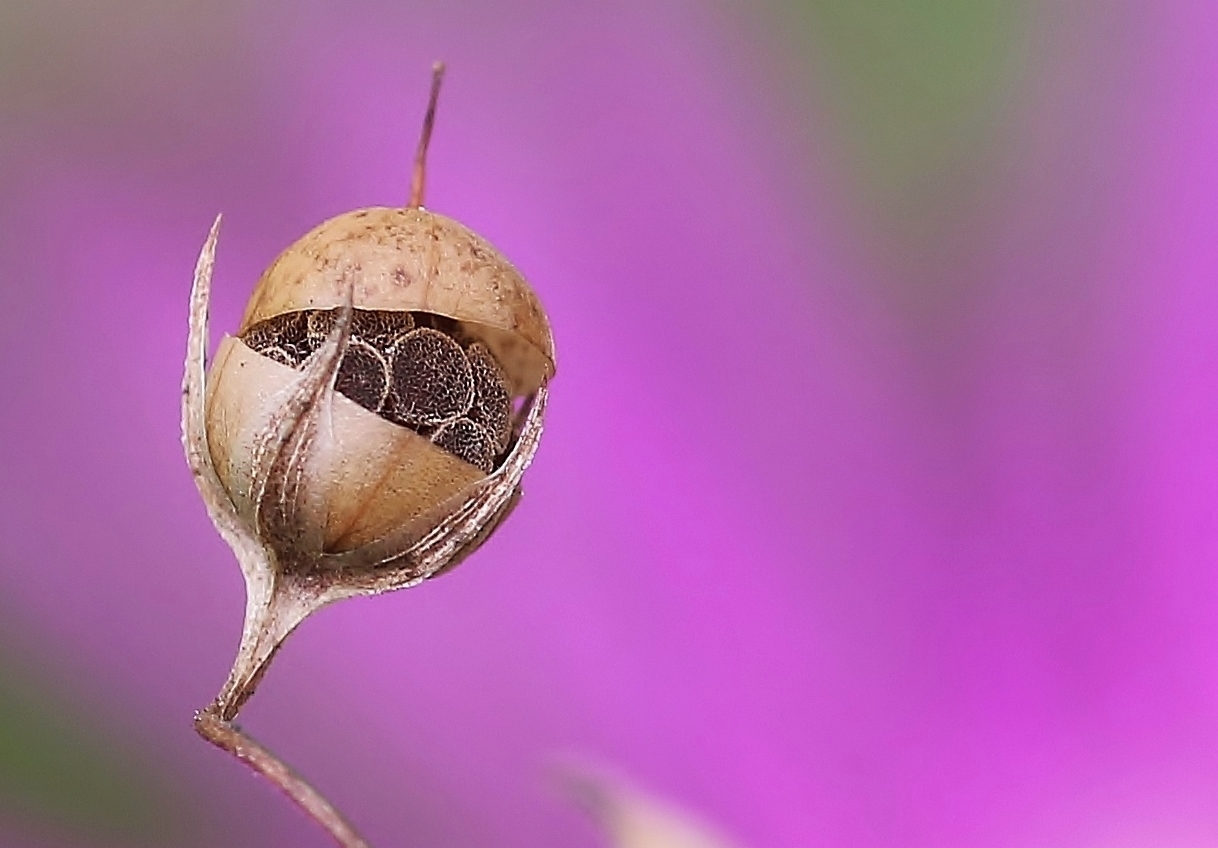
Fruto de Anagallis com deiscência circum-séssil.
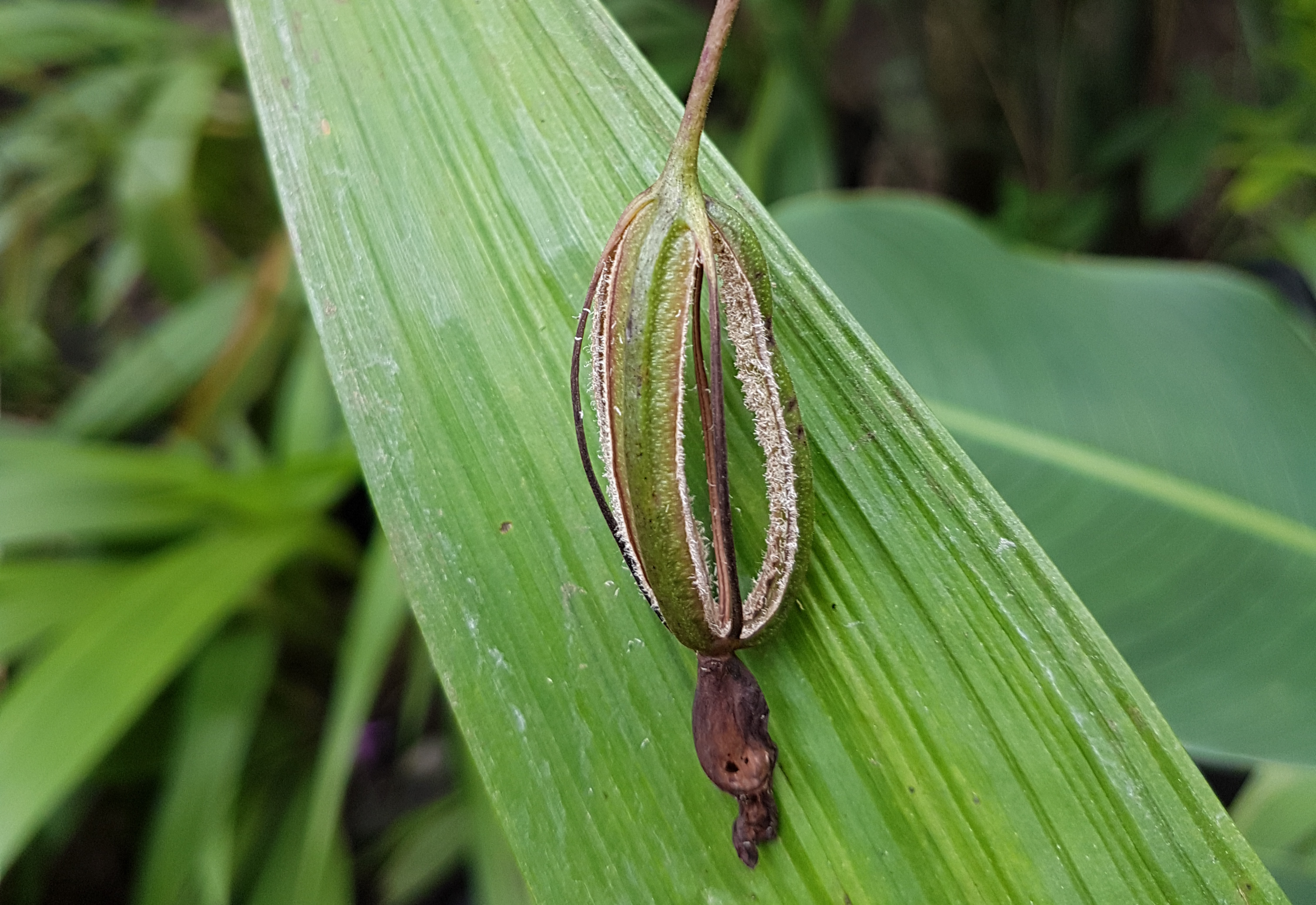
Cápsulas de Spathoglottis plicata que, como ocorre na maioria das orquídeas, abre longitudinalmente ao longo de 3 a 6 fendas, permanencendo fechada em abos os extremos.

Ainda assim, podem ser reconhecidos os seguintes grandes grupos de deicência nos frutos: (1) deiscência loculicida e septicida; (2) deiscência poricida; (3) deiscência sutural (simples e dupla); (4) deiscência valvar; (5) deiscências paraplacentária (ou septífraga); (6) deiscência por abscisão circum-séssil; e (7) deiscência explosiva. Esses tipo de deiscência apresentam uma clra correlação com o tipo de placentação, pois a implantação dos óvulos, e por consequência das sementes, nos carpelos dtermina em parte a deiscência. A figura seguinte demonstra, parcialmente, essa relação:

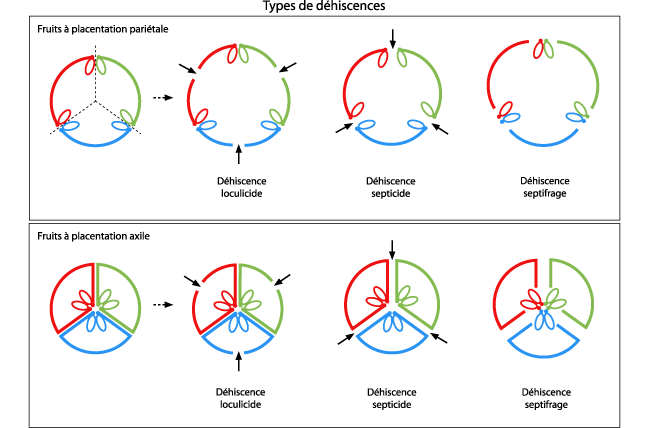

Deiscência septicida ou loculicida
Na deiscência loculicida, a parede do lóculo divide-se entre os septos, deixando-os intactos, enquanto na deiscência septicida a divisão ocorre no septo que separa os lóculos. A deiscência septicida e loculicida pode não ser completamente distinta, pois em alguns casos, tanto os septos quanto as paredes dos lóculos se dividem. Trata-se de uma das formas mais comuns de deiscência, ocorrendo no fruto de grande parte das espécies herbáceas.

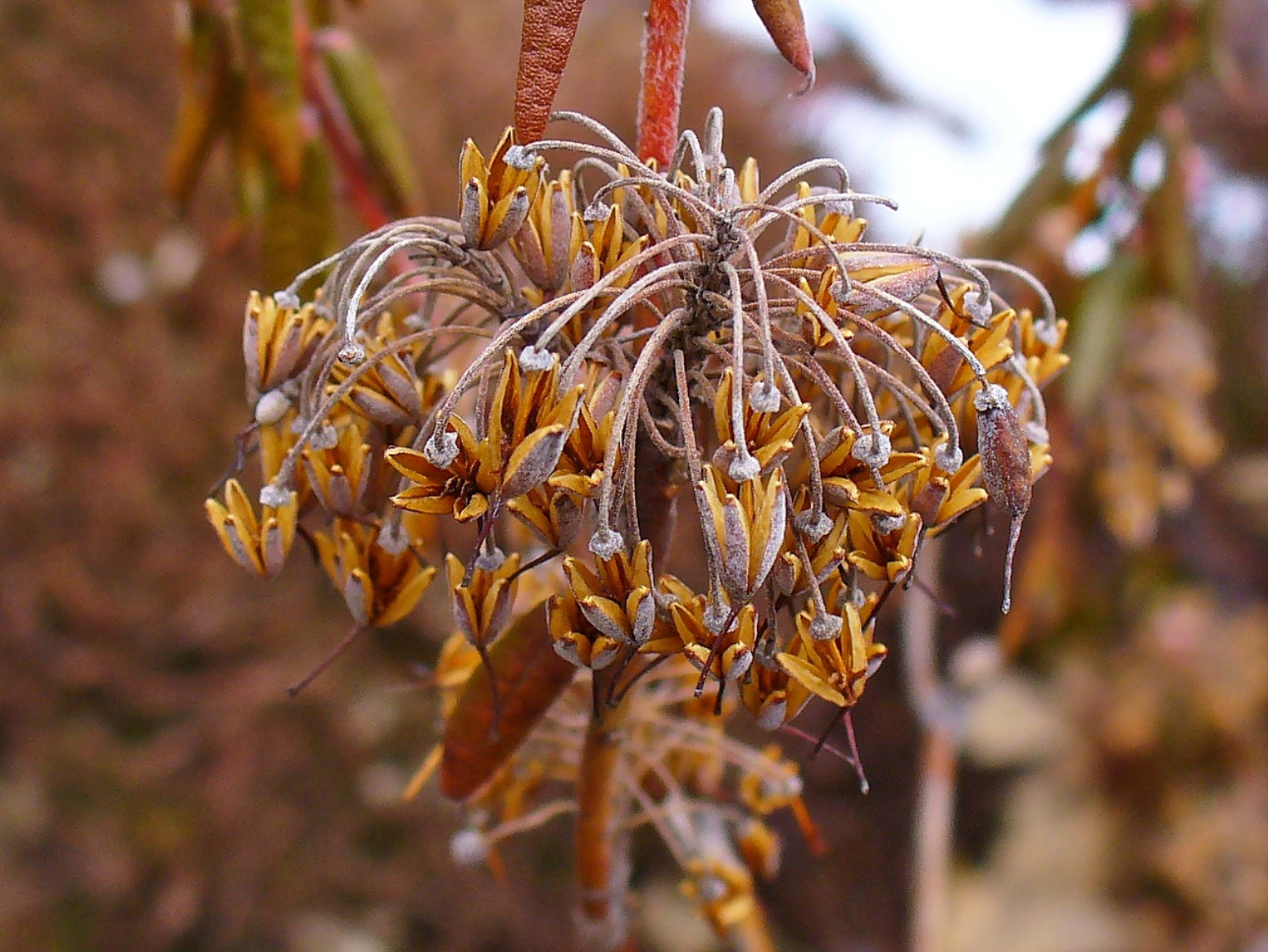
Deiscência septicida das cápsulas de Ledum palustre. Neste caso os septos entre os lóculos separam-se à medida que o fruto se abre, libertando as sementes.
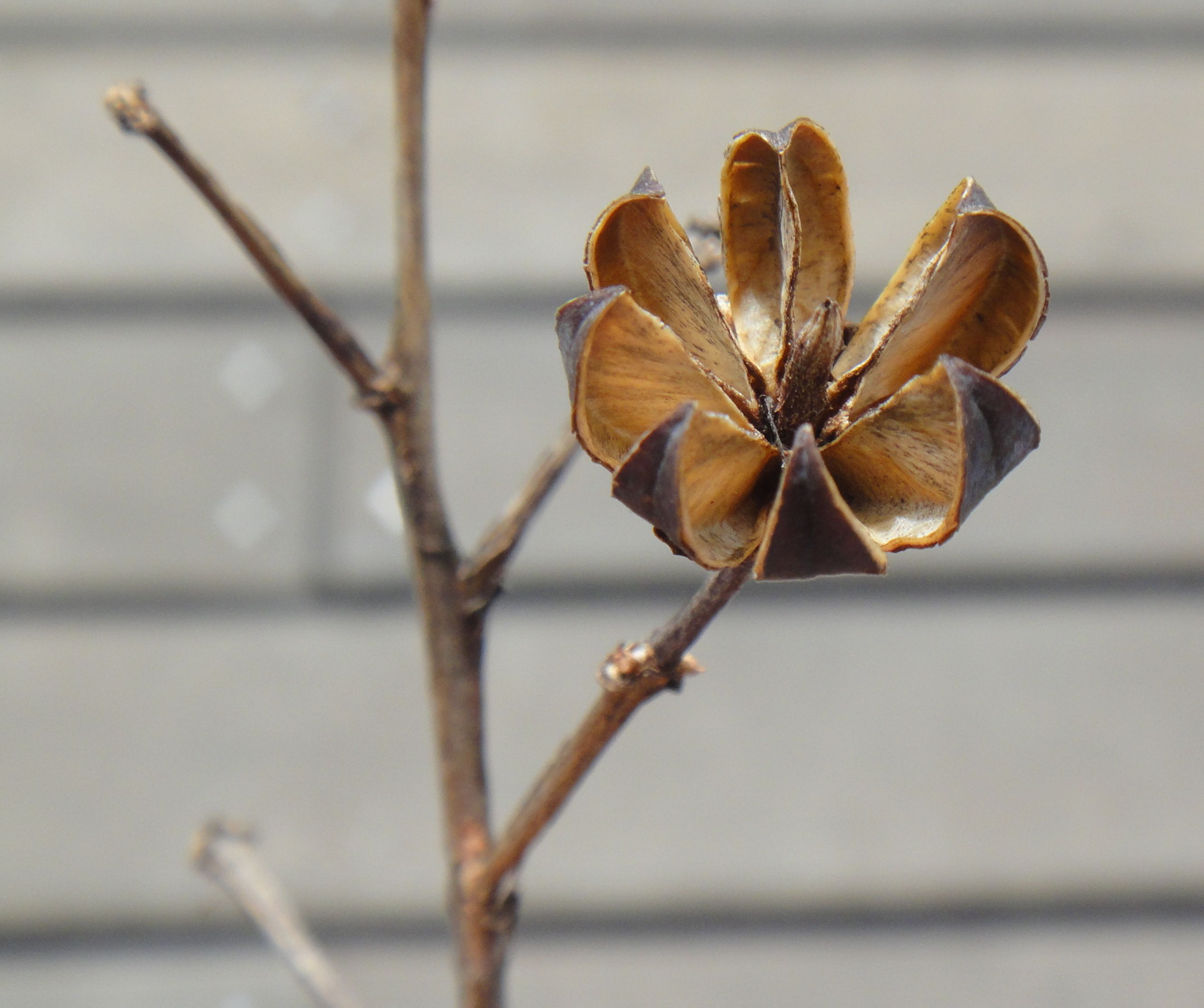
Deiscência loculicida das cápsulas de Lagerstroemia. As cápsulas separam-se à medida que o fruto abre, mantendo os septos intactos.
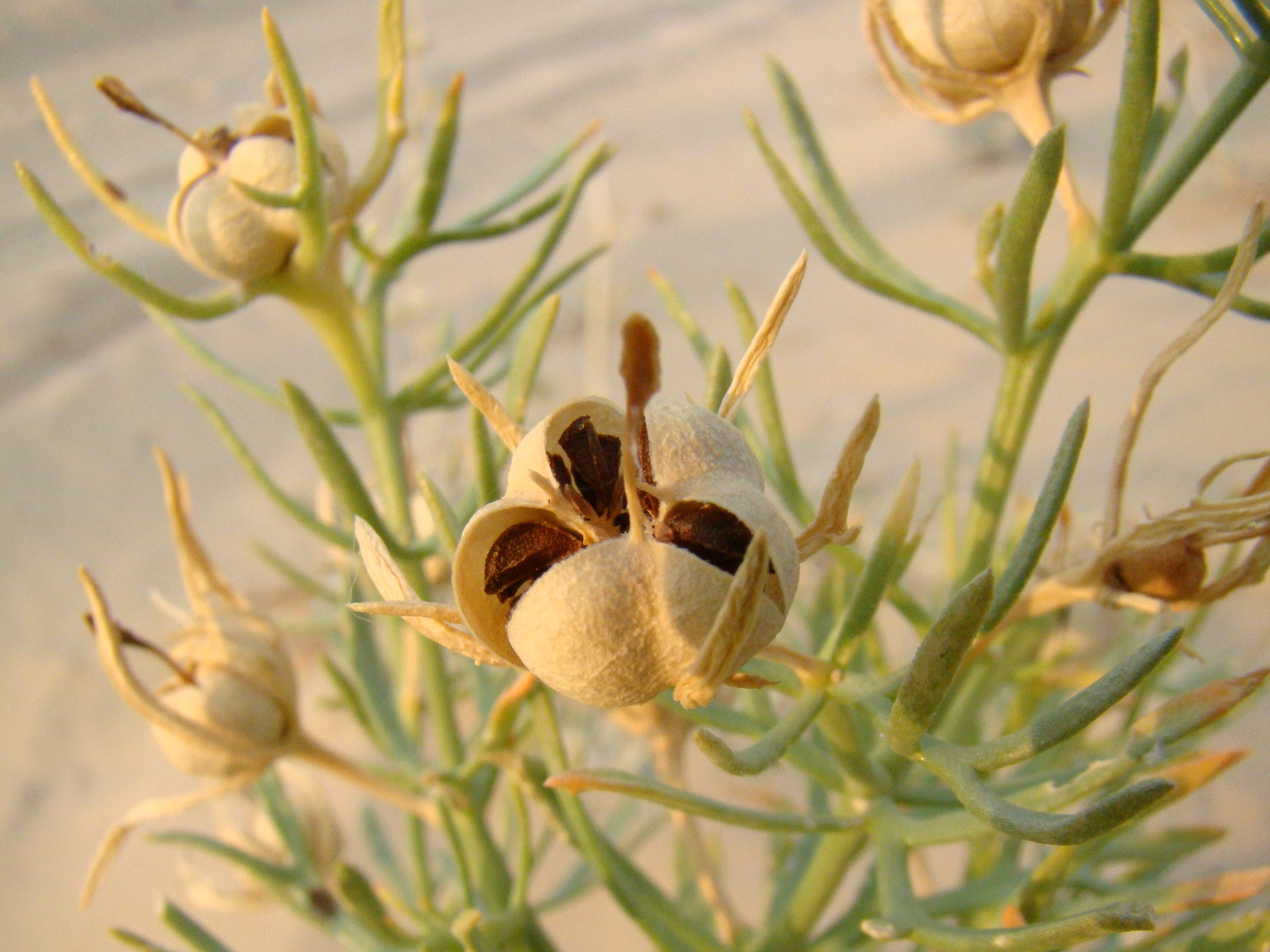
Deiscência loculicida de Peganum harmala.
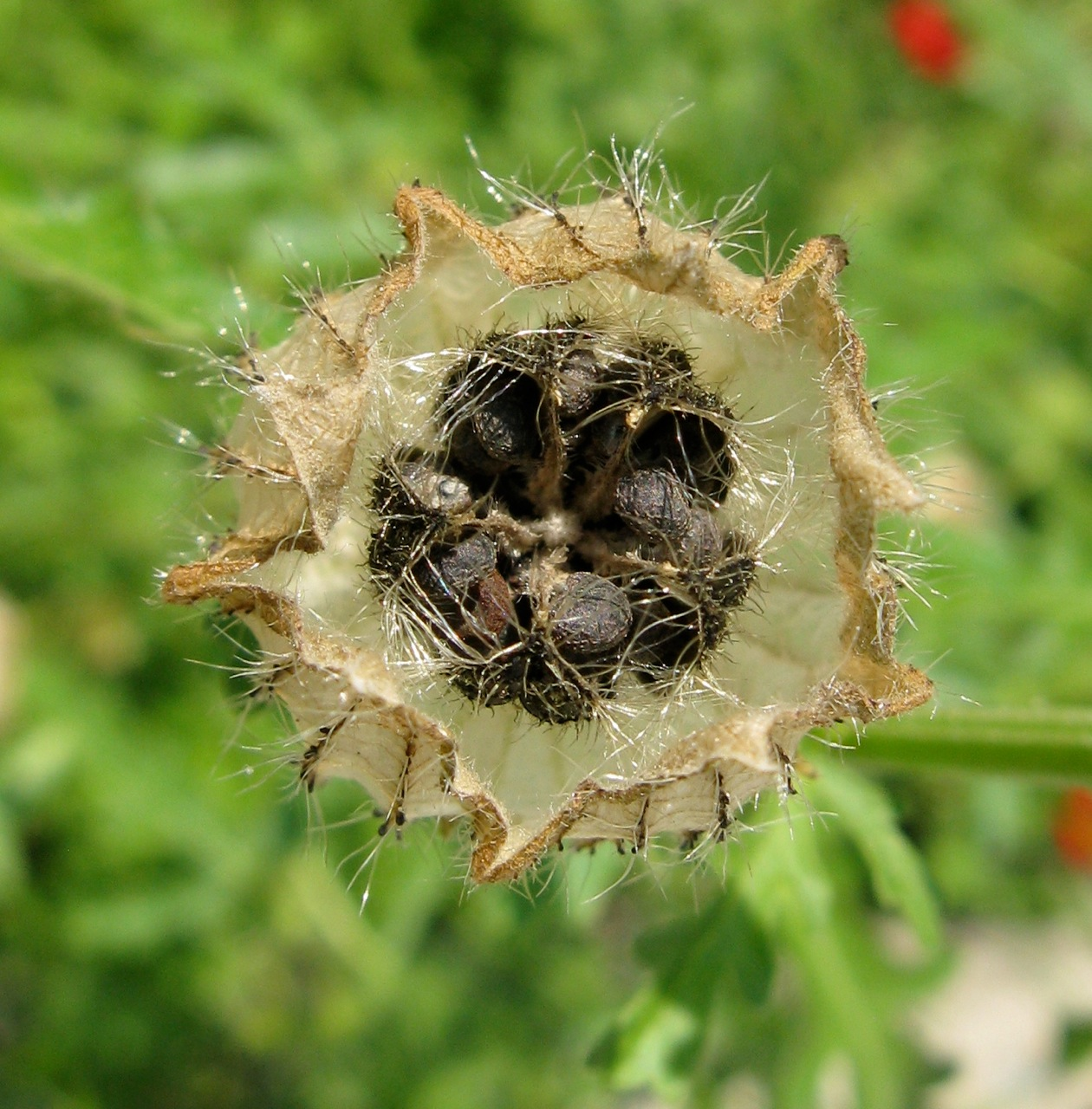
Uma forma complexa de deiscência loculicida ocorre no cálice de Hibiscus trionum que abre apicalmente para revelar a cápsula (derivada do ovário) que está no seu interior. A cápsula divide-se verticalmente no centro, bem como através das paredes do lóculo.

Deiscência poricida
A deiscência através de um pequeno orifício (o poro) é designada por deiscência poricida. O poro pode ter uma cobertura denominada opérculo, designado-se nesse caso po «deiscência poricida operculada» ou  «deiscência operculada». Quando o opérculo está ausente, usa-se a designação «deiscência poricida inoperculada» ou «deiscência inoperculada». A deiscência poricida ocorre em muitos organismos sem relação fiogenética próxima, em frutos, causando a liberação de sementes, e também em esporângios de muitos organismos (angiospérmicas, fetos, fungos e  mixomicetos). As anteras poricidas de várias flores estão associadas à polinização vibratória por insectos.
Deiscência sutural
Na deiscência sutural simples o carpelo abre-se ao longo da nervura placentária (como nos folículos e polifolículos). Na deiscência sutural dupla, o carpelo abre-se em simultâneo através da nervura dorsal e entre as nervuras placentárias (como nas vagens das leguminosas).
Deiscência valvar
Na deiscência valvar a deiscência ocorre por separação das valvas que constituem os carpelos.
Deiscência paraplacentária ou septífraga
A deiscência paraplacentária, também designada por septígrafa, ocorre por fendas de abertura longitudinal. As fendas estão localizadas em cada lado da sutura intercarpal, no caso de placentação parietal, ou nas próprias partições, no caso de placentação axial, tornando o fruto unilocular (como em Orchis ou em Balsamine). Uma variante é a deiscência placentigráfica em que a abertura do carpelo é realizada por duas linhas paralelas à placenta (como nas síliquas e silículas). Outra variante é a deiscência placentifragal.
Deiscência por abscisão circum-séssil
A deiscência por abscisão circum-séssil envolve uma abertura horizontal que faz com que uma estrutura semelhante a uma tampa se separe completamente e sobfra abscisão. Este tipo de deiscência ocorre em alguns frutos e anteras e também em alguns botões florais durante a antese.
Deiscência explosiva
A deiscência explosiva é uma forma dispersão biológica balística que para além de um mecanismo de abertura inclui o lançamento das sementes ou esporos (ou outros propágulos) para longe da planta-mãe. Este movimento vegetal rápido permite dispersão sem a ajuda de animais ou do vento ou água. Um exemplo notável é a árvore Hura crepitans, espécie que pode lançar sementes a mais de 100 metros de distância, razão pela qual tem o nome comum de «árvore-dinamite» devido ao som alto que gera. Outro exemplo são as espécies do género Impatiens, cuja deiscência explosiva é desencadeada ao ser tocado, levando a serem conhecidas por «não-me-toques». A espécie Ecballium elaterium, o «pepino-esguichante», usa deiscência explosiva para dispersar as sementes, ejetando-as do fruto maduro num jato de líquido mucilaginoso. A deiscência explosiva dos esporângios é uma característica do género Sphagnum.
O controlo da deiscência nas plantas cultivadas apresenta grande valor agronómico, já que em geral se pretende colher as sementes antes destas caírem para o solo. A deiscência é uam das caraterísticas fenotípicas que geralmente são controladas pelos métodos de seleção agronómica de cultivares. As plantas com debulha precoce são pouco eficientes do ponto de vista da cultura, pois a perda de sementes pode ser grande antes e durante a colheita.

### Deiscência em anteras
A deiscência da antera é a função final daquela estrutura permitindo a liberação dos grãos de pólen. O processo é coordenado precisamente com a diferenciação do pólen, desenvolvimento floral e abertura da flor, por forma a que o pólen seja libertado apenas quando maduro e em períodos que permitam maximiaro sucesso na polinização e, em muitos casos, reduzir a possibilidade de autopolinização das flores do mesmo indivíduo que eventualmente tenham óvulos férteis.
A parede da antera quebra e abre-se num local específico, normalmente correspondente a uma indentação entre os lóculos de cada teca e percorre o comprimento da antera, mas em espécies com deiscência de antera poricida a abertura é um pequeno poro. Se o pólen for libertado da antera através de uma divisão no lado externo (em relação ao centro da flor), isso é uma «deiscência extrorsa», e se o pólen for liberado do lado interno, isso é uma «deiscência introrsa». Se o pólen é libertado através de uma divisão que está posicionada para o lado, em direção a outras anteras, ao invés de para dentro ou para fora da flor, isso é uma «deiscência latrorsa».
O estoma é a região da antera onde ocorre a deiscência. A degeneração das células estomiais e do septo faz parte de um programa de morte celular cronometrado pelo desenvolvimento do pólen. A expansão da camada endotecial e posterior secagem também são necessárias para a deiscência. O tecido do endotécio é responsável pela tensão que leva à divisão da antera. Este tecido é geralmente de uma a várias camadas de espessura, com paredes celulares de espessura desigual devido à lignificação irregular da parede celular. As células perdem água e a espessura irregular faz com que as paredes mais finas das células se estiquem em maior extensão. Isso cria uma tensão que eventualmente faz com que a antera se divida ao longo de sua linha de fraqueza e liberte os grãos de pólen para a atmosfera.
No caso das anteras, a deiscência ocorre pela quebra de várias partes da estrutura envolvente. A morfologia pode ser classificada de várias maneiras, mas também ocorrem formas intermédias:

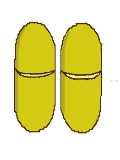
Deiscência transversa de um par de anteras.
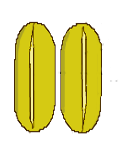
Deiscência longitudinal de um par de anteras.
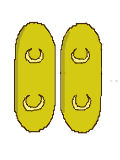
Deiscência valvular de um par de anteras.
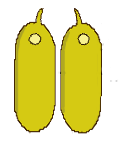
Deiscência poricida de um par de anteras.

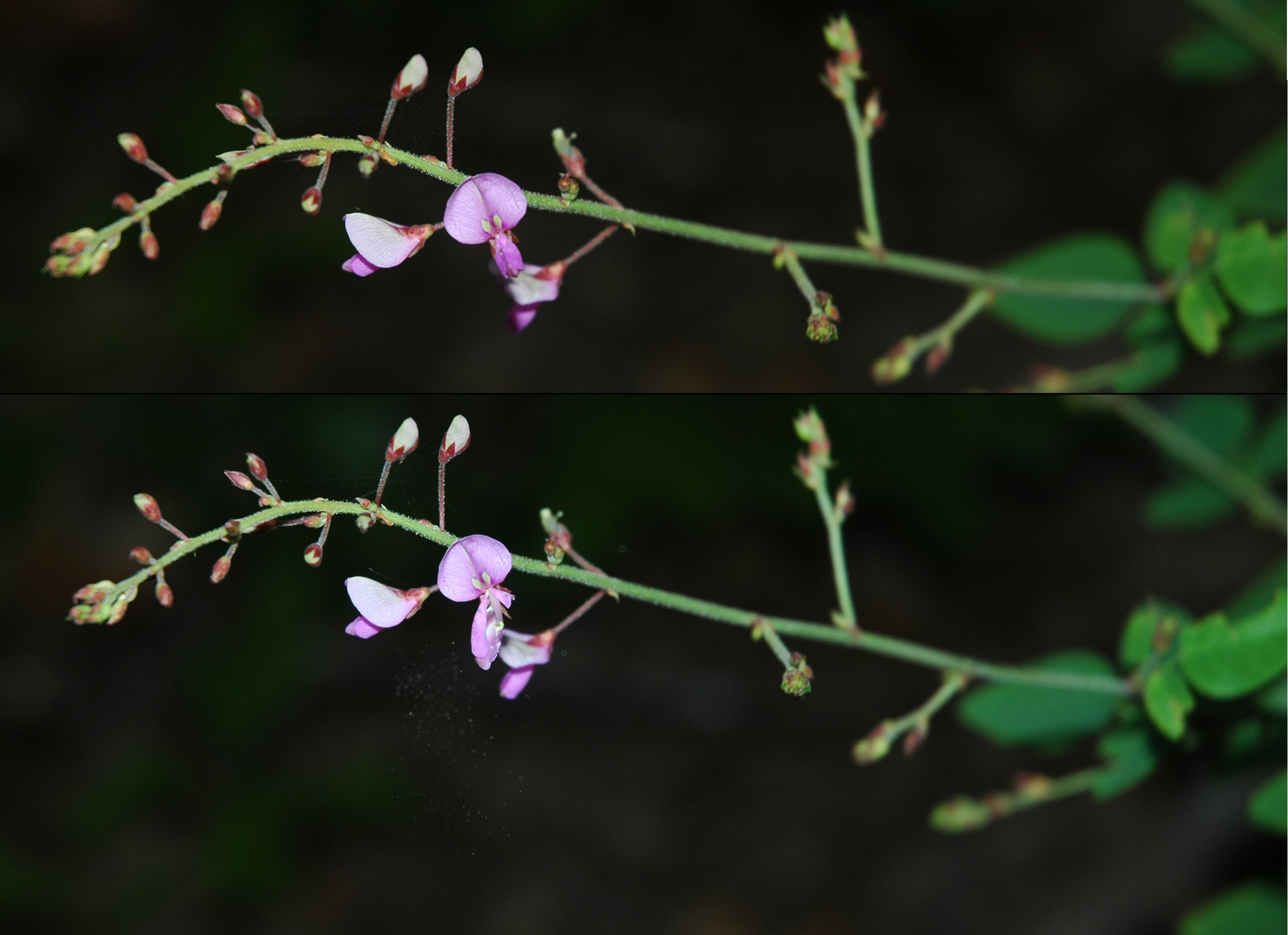
Deiscência de anteras de Galactia regularis.
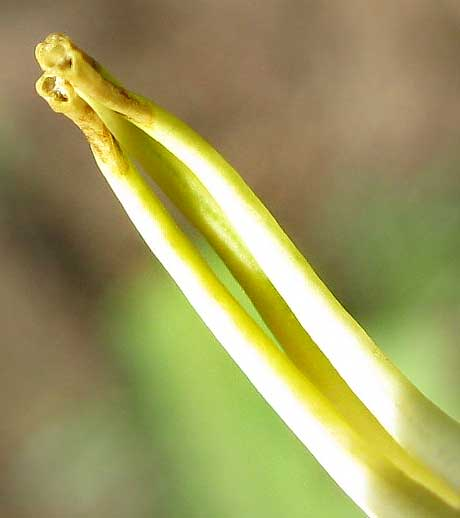
Deiscência poricida de uma antera.
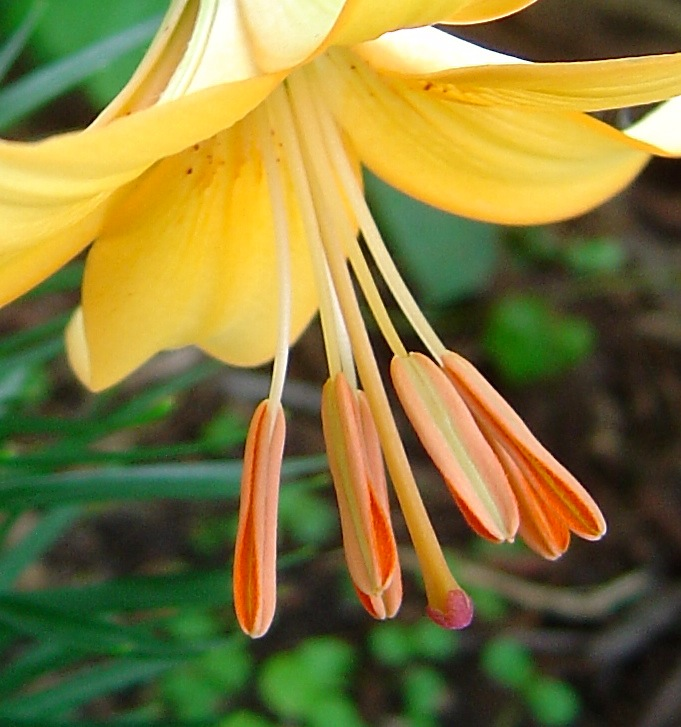
Deiscência longitudinal latrorsa de uma antera.

### Deiscência na antese
Os botões florais do género Eucalyptus e géneros relacionados abrem-se com deiscência circuncissídea, ou seja a abertura das flores faz-se por abscisão circum-séssil. No processo, uma pequena tampa separa-se do restante do botão ao longo de uma ranhura horizontal circular, libertando a flor.

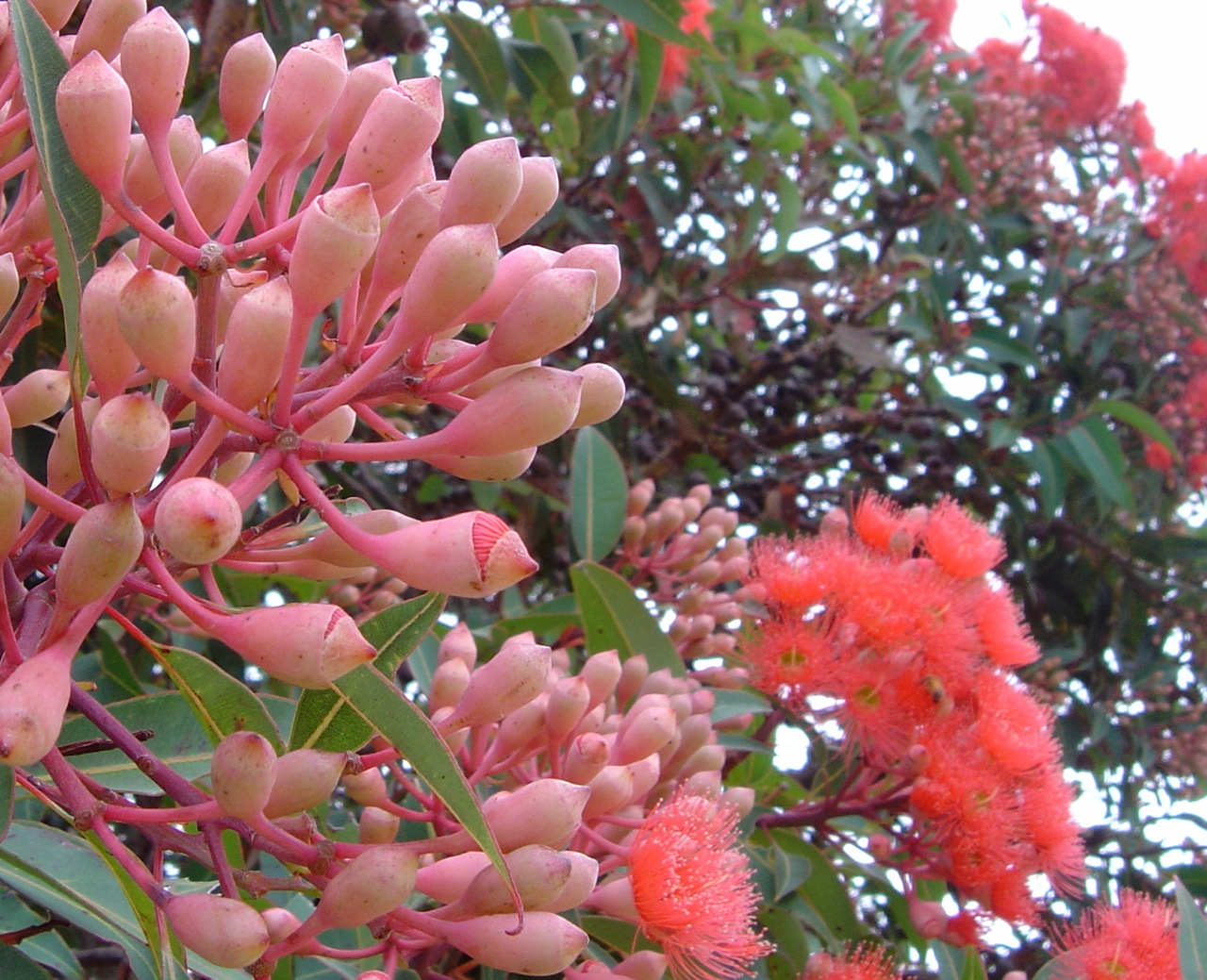
Antese de Corymbia ficifolia.
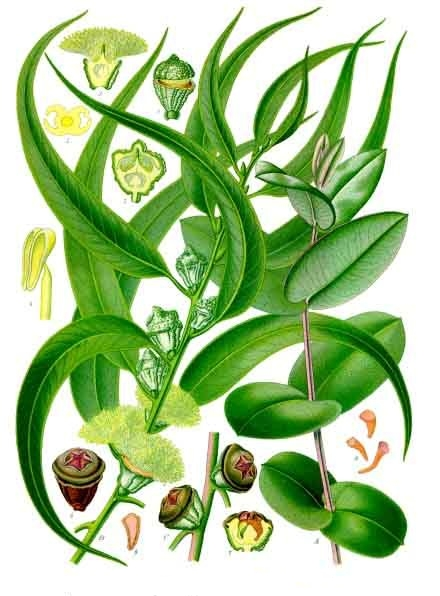
Antese de Eucalyptus globulus.

### Deiscência em esporângios
Os esporângios da maior parte dos musgos apresentam deiscência, em geral por higrocasia, com tecidos higroscópicos que promovem a abertura na presença de água.  O tecido do endottécio das cápsulas dos musgos funcionam de forma similar ao endotécio das paredes das anteras das plantas com flor, permitindo a abertura do esporângio.
Muitos pteridófitos leptosporangiados apresentam um annulus em torno do esporângio que ejecta os esporos. Os pteridófitos eusporangiados geralmente não apresentam mecanismo especializados de deiscência.

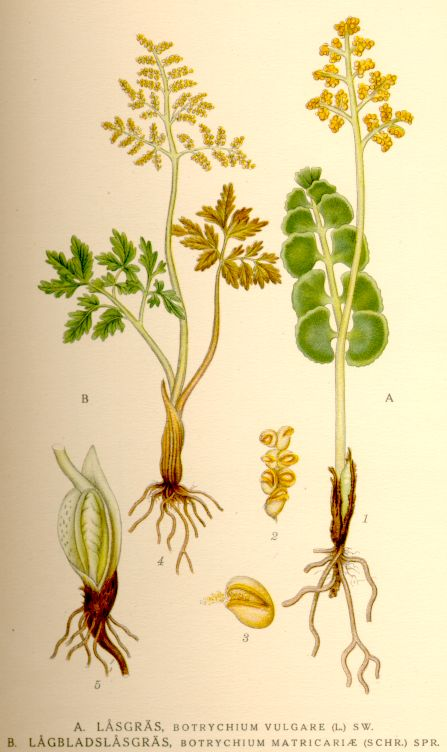
Deiscência do esporângio de Botrychium, um pteridófito eusporangiado, através de uma fenda horizontal.
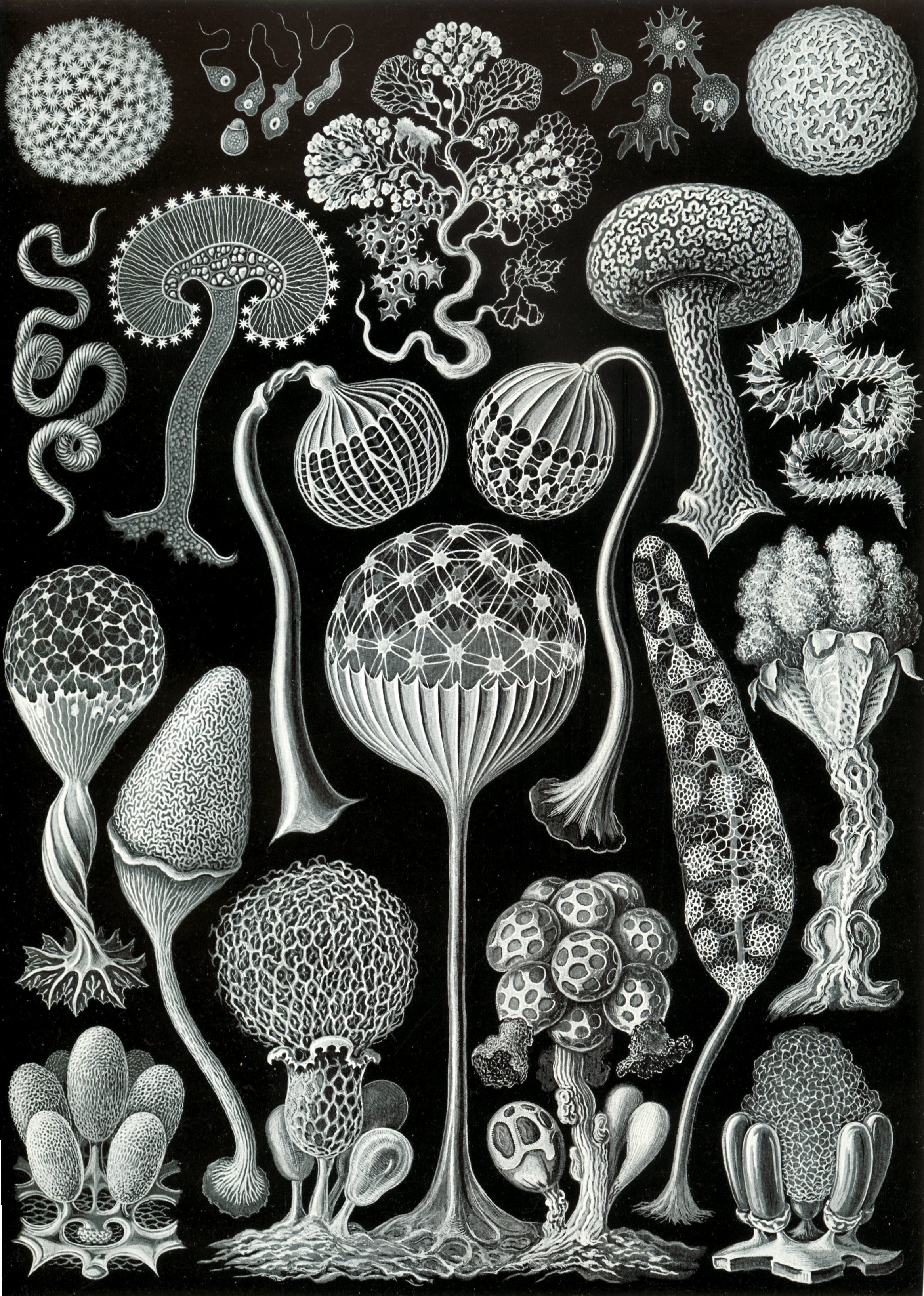
Deiscência de esporângios em fungos e mixomicetos.